# Puszczyk (zwyczajny)
Puszczyk (zwyczajny) (Strix aluco) – gatunek średniej wielkości ptaka z rodziny puszczykowatych (Strigidae). Najliczniejsza i najczęściej spotykana sowa Europy.

## Systematyka
Gatunek ten po raz pierwszy zgodnie z zasadami nazewnictwa binominalnego opisał w 1758 roku Karol Linneusz w 10. edycji Systema Naturae, którą uznaje się za początek nomenklatury zoologicznej. Autor nadał gatunkowi nazwę Strix aluco, która obowiązuje do tej pory. Jako miejsce występowania wskazał Europę; później miejsce typowe ograniczono do Szwecji.
Tradycyjnie (np. w 5. tomie Handbook of the Birds of the World z 1999 roku) wyróżniano 11 podgatunków Strix aluco. Trzy azjatyckie podgatunki (nivicolum, ma i yamadae) wydzielono do odrębnego gatunku o nazwie puszczyk leśny (Strix nivicolum) i zmiana ta jest powszechnie akceptowana przez współczesne autorytety. Spornym podgatunkiem jest puszczyk maghrebski (S. a. mauritanica) z północno-zachodniej Afryki – Międzynarodowy Komitet Ornitologiczny (IOC) i Clements Checklist uznają go za osobny gatunek, ale inni autorzy nie podzielają tego poglądu. Na stosowanej przez IUCN liście ptaków świata opracowywanej we współpracy BirdLife International z autorami Handbook of the Birds of the World wyróżnia się 8 podgatunków, zamieszkujących odpowiednio:
- S. aluco aluco Linnaeus, 1758 – puszczyk (zwyczajny)[4] – kontynent europejski (prócz jego zachodniej i skrajnie południowej części) aż po Ural i Morze Czarne
- S. aluco siberiae Dementiev, 1933 – zachodnia część Syberii i Ural. Występuje tam wyłącznie ubarwienie jasnoszare.
- S. aluco sylvatica Shaw, 1809 – Wielka Brytania, Półwysep Iberyjski, południowa i zachodnia Francja, prawdopodobnie także południowe Włochy, Grecja, zachodnia i środkowa Turcja oraz Lewant[6]
- S. aluco mauritanica (Witherby, 1905) – puszczyk maghrebski[4] – północno-zachodnia Afryka (Maroko, Tunezja, Algieria). Występuje tam wyłącznie ubarwienie ciemnoszarobrunatne.
- S. aluco willkonskii (Menzbier, 1896) – północno-wschodnia Turcja, Kaukaz oraz od północno-zachodniego Iranu po południowo-zachodni Turkmenistan
- S. aluco sanctinicolai (Zarudny, 1905) – północno-wschodni Irak i zachodni Iran
- S. aluco harmsi (Zarudny, 1911) – Turkiestan
- S. aluco biddulphi (Scully, 1881) – północno-zachodnie Indie, Pakistan

## Występowanie
Puszczyk występuje od Europy po północno-zachodnią Afrykę, Bliski Wschód, Pakistan, północno-zachodnie Indie, Azję Środkową i zachodnią Syberię. Zamieszkuje niemal cały kontynent europejski, nie obserwuje się puszczyków jedynie w Irlandii, na Islandii, na dalekiej północy Rosji, północy Skandynawii oraz na niektórych wyspach Morza Śródziemnego.

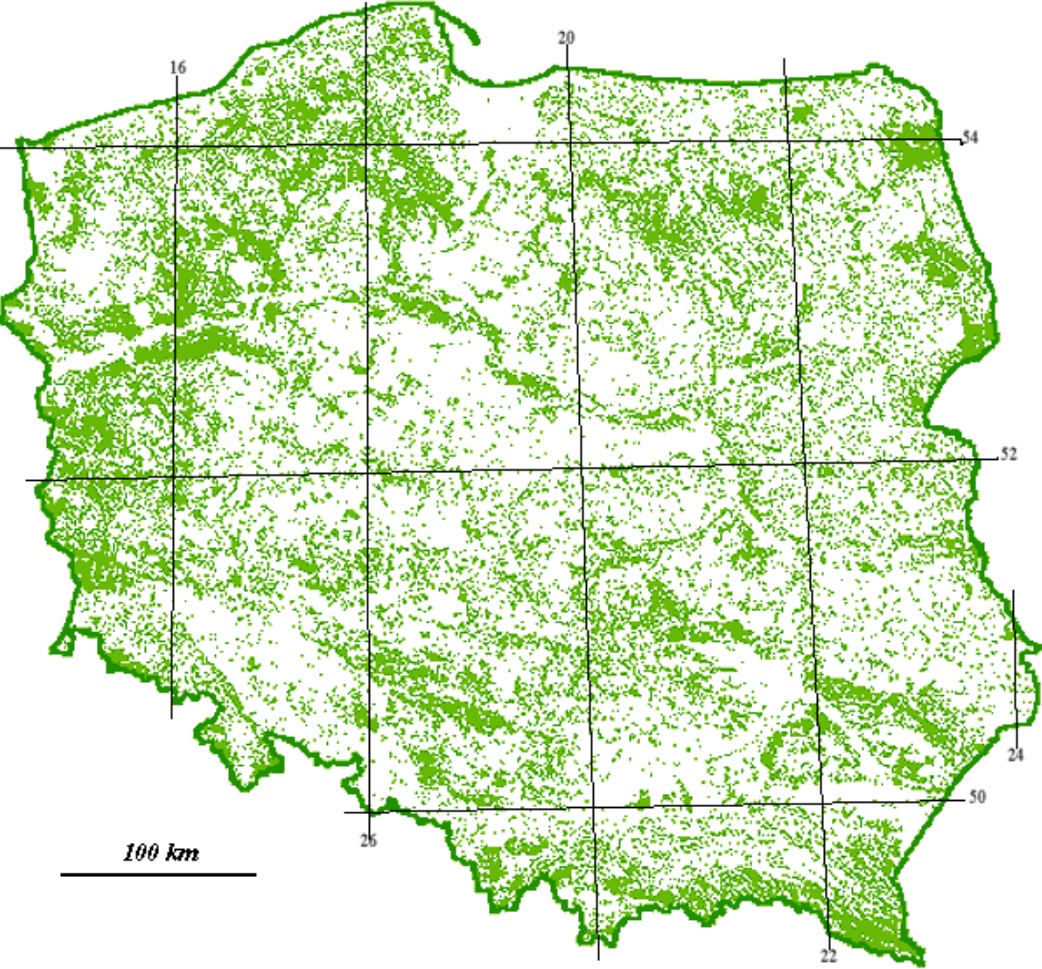
Rozmieszczenie puszczyka w lasach i zadrzewieniach Polski

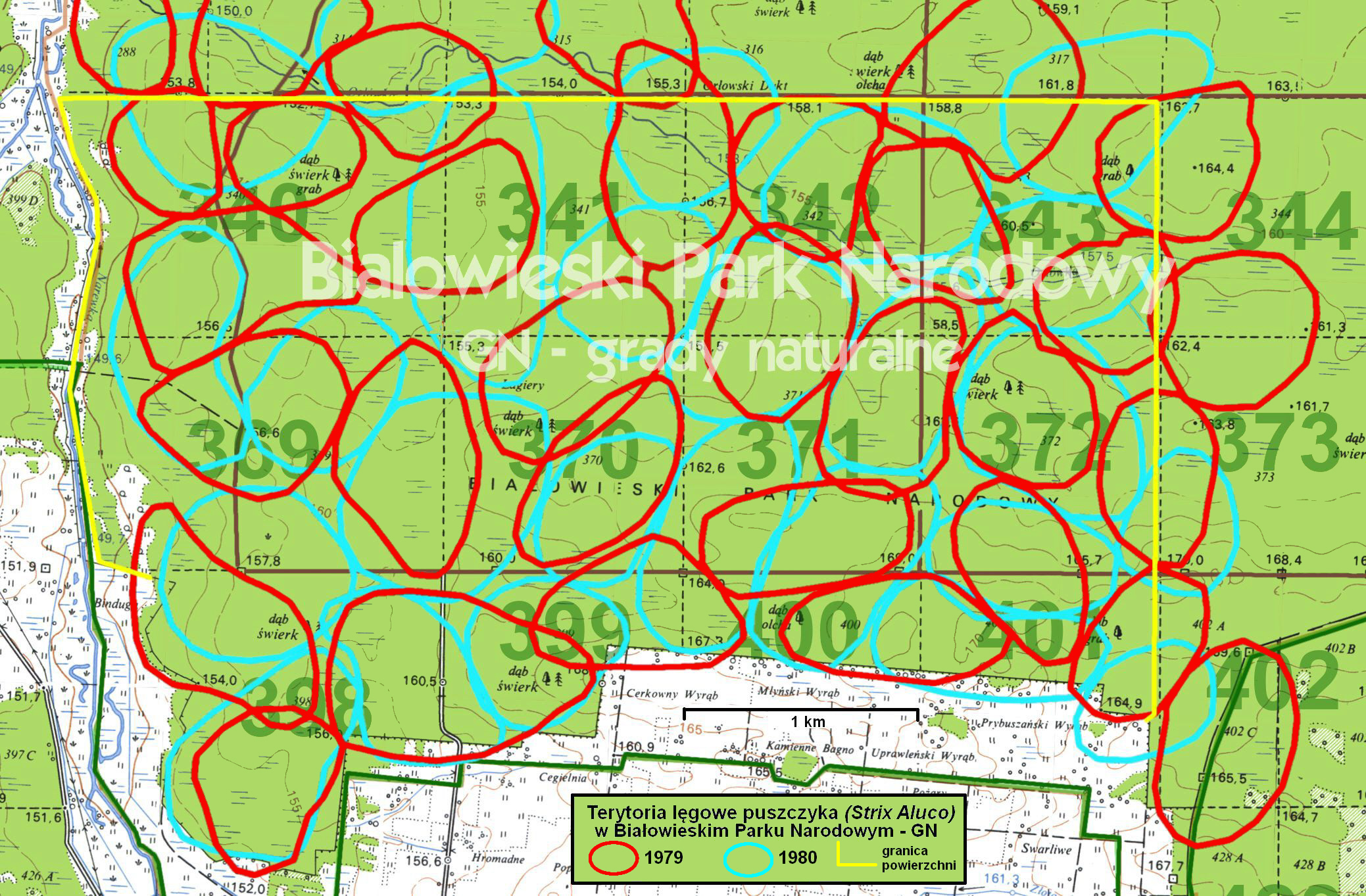
Terytoria lęgowe puszczyka w lasach liściastych (grądach) Białowieskiego Parku Narodowego

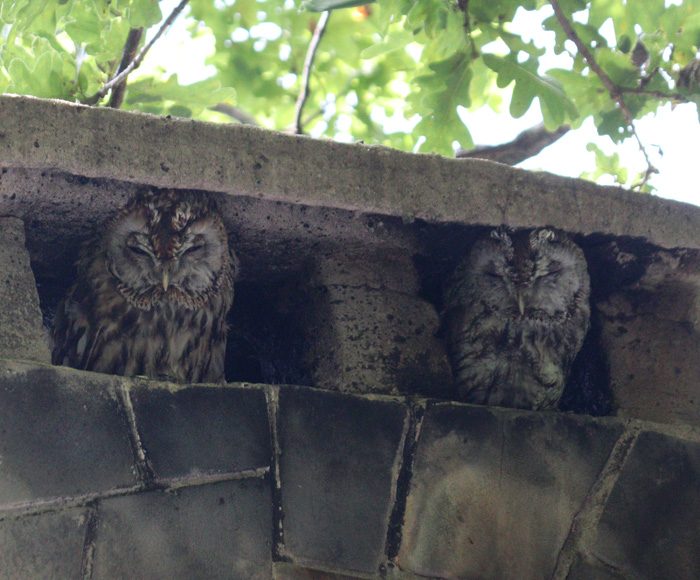
Puszczyki w kominie

Najpospolitsza sowa w Polsce, liczna także w miastach, np. we Wrocławiu w 2012 roku zajętych było 90 terytoriów (3,1 par/10 km²).
W Białymstoku w roku 2015 odnotowano 21 terytoriów (2,1 par/10 km²).
W Warszawie w latach 2005–2010 liczebność puszczyka szacowano na 75-85 par..
W Poznaniu w roku 1990 stwierdzono 25 par (1,1 par/10 km²).
W Puszczy Białowieskiej jej liczebność w naturalnych lasach liściastych Białowieskiego Parku Narodowego wynosiła aż 21 par/10 km², natomiast w naturalnych lasach iglastych (borach) – ponad 5 par/10 km². W całej Puszczy Białowieskiej odnotowano 592 pary. W Wielkopolskim Paku Narodowym jego liczebność wynosiła od 5,5 do 14,9 par/10 km² lasu
W lasach Małopolski w latach 2014–2015 zlokalizowano 114 terytoriów puszczyka (7,0 par/10 km²)
Jest liczny tam, gdzie jest dostateczna ilość miejsc gniazdowych (dziupli) oraz pokarmu (drobne ssaki). Są to stare lasy i zadrzewienia, w miastach parki i cmentarze.
W latach 2013–2018 liczebność populacji lęgowej puszczyka na terenie kraju szacowano na 65–75 tysięcy par.

## Charakterystyka
Wygląd zewnętrznySowa średniej wielkości, mniej więcej rozmiarów wrony, mniejsza od myszołowa, krępej budowy ciała. Ubarwienie bardzo zmienne (najbardziej u sów), występuje w dwóch podstawowych odmianach kolorystycznych: szarej i brązowej, od ochrowej po rdzawobrązową, możliwe są też barwy pośrednie (rdzawe, szarobrunatne itp.), ale widać je dopiero u ptaków dorosłych. Na głowie brak tak charakterystycznych „uszu” z piór, jak u sowy uszatej. Samiec i samica wyglądem są podobne do siebie.
U odmiany brązowej grzbiet jest brązowy, prążkowany i cętkowany na ciemno- i jasnobrązowo, przez barkówki biegnie biały pas. Szlara jednobarwna, rdzawa lub szarawa, obwiedziona ciemnobrązową cienką linią, wokół dzioba biała, z jasnymi brwiami i wewnętrznymi obwódkami oczu. Dziób bladooliwkowy, oczy bardzo duże o czarnych tęczówkach. Spód ciała jasnopłowy, kreskowany i prążkowany. Skrzydła szerokie i zaokrąglone, podobnie jak grzbiet kreskowane i cętkowane z rzędami 3 białawych plam. Na lotkach ciemne poprzeczne paski. Nogi opierzone po końce palców, jasnopłowe z ciemnobrązowymi plamkami. Ogon jest krótki.
Odmiana szara ma podobny rysunek, tyle że zamiast brązów występują szarości.
Młode wyglądają podobnie, jednak kreskowanie jest delikatniejsze, a całe upierzenie bardziej puszyste.
Rozmiarydługość ciała: ok. 38-46 cm
rozpiętość skrzydeł: ok. 90–105 cm; samice są nieco większe od samców

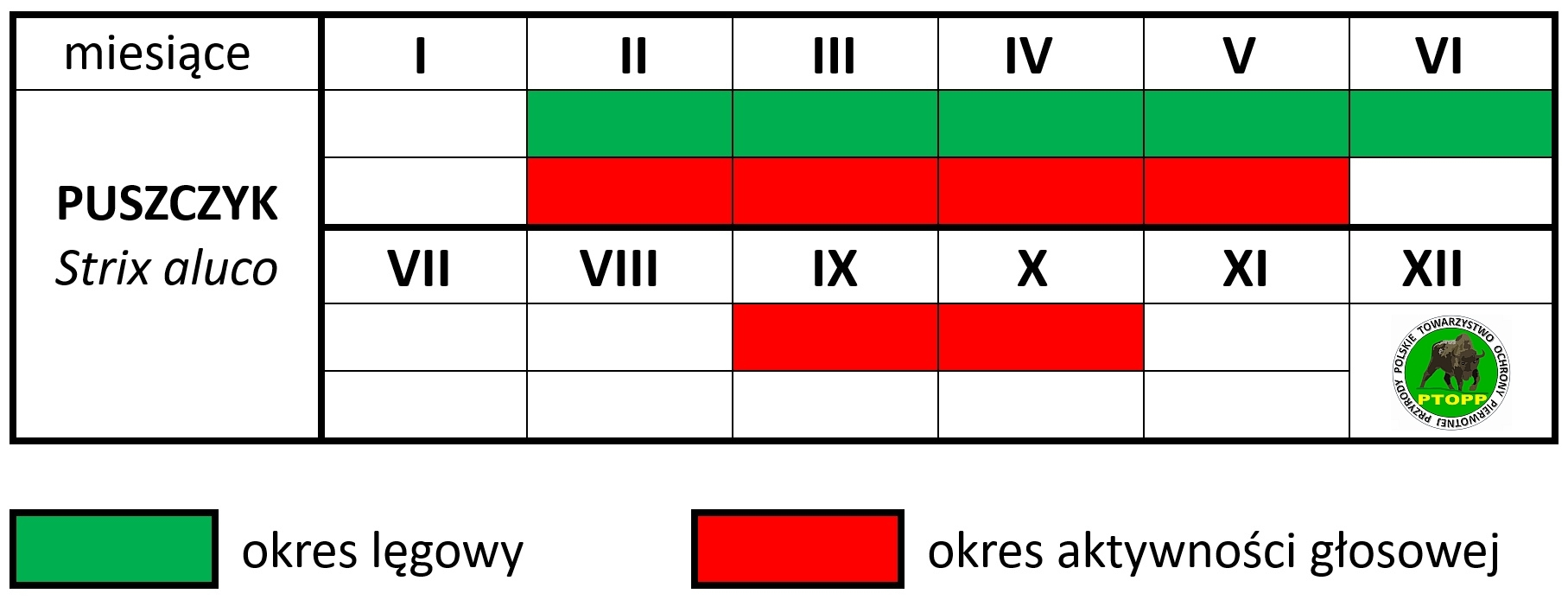
Okres lęgowy i aktywność głosowa puszczyka

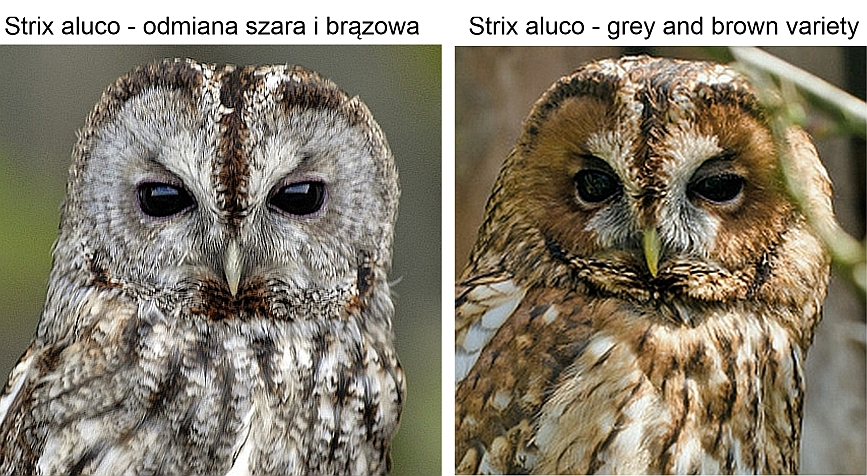
Odmiany barwne puszczyka, Strix aluco szara i brązowa

Masa ciała480-520 g
GłosTypowy głos samca to pohukiwanie (długie „huuu”, krótka przerwa, kilka urwanych, przyciszonych dźwięków „hu” i na sam koniec znów przeciągłe, dźwięczne „huuu”). Spełnia funkcję głosu terytorialnego, wabiącego podczas zalotów oraz kontaktowego przy przynoszeniu jedzenia dla samicy. Pohukiwanie powtarzane jest 2-4 razy na minutę z przerwami co najmniej 5-8 sek. Głos ten można usłyszeć z odległości nawet 1 km. Czasami również samica odzywa się takim pohukiwaniem, jednak bardziej ochryple i skrzecząco, a frazy nie są tak wyraźne.

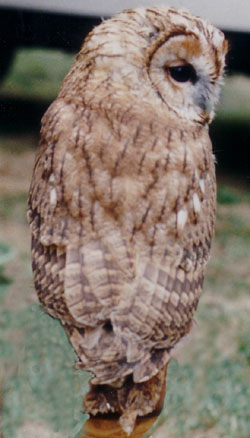
Osobnik zachodniego podgatunku S. a. sylvatica

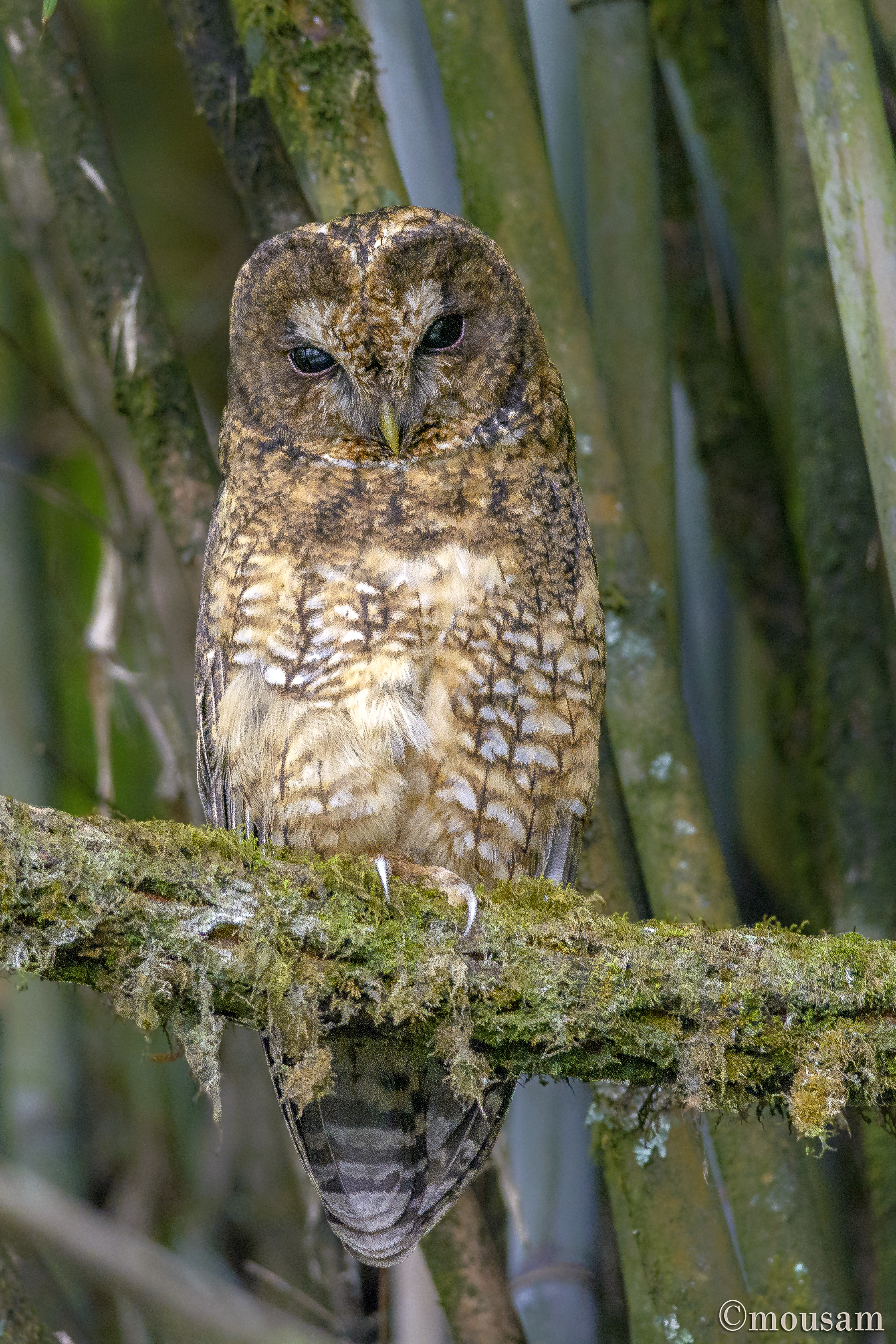
Puszczyk leśny uznawany przez część autorów za odrębny gatunek

Typowy głos kontaktowy samicy to krótki, ostry okrzyk „kjuwik”, słyszalny z odległości 500 m. Zdarzyć się może jednak, że takim głosem odezwie się też samiec. Na wiosnę można usłyszeć duet – pohukiwanie samca jednocześnie z „kjuwikiem” samicy.
Głos kontaktowy młodych puszczyków to donośny, wysoki i zgrzytliwy głos „ki-słip” w odstępach co kilka sekund. W ten sposób młode komunikują swoje położenie rodzicom wracającym z pożywieniem.
W czasie wysiadywania jaj i karmienia potomstwa puszczyki zachowują się na tyle cicho, że człowiek nie wie o ich obecności w pobliżu. Dostrzega to zwykle przed wylotem całej rodziny z gniazda lub po nim, kiedy to te sowy zachowują się bardzo głośno, a ciągłe odgłosy młodych ułatwiają dokarmiającym rodzicom ich lokalizację w koronach drzew.
ZachowanieProwadzi ściśle nocny tryb życia. Ptak osiadły, pozostaje w swoim terytorium przez cały rok. Poszczególne ptaki zajmują te same terytoria przez całe życie (przeważnie 5–7 lat, niekiedy do 12–16 lat), również kolejne generacje przebywają w podobnych granicach terytorium. Jak wszystkie sowy, lata bezszelestnie, dzięki specjalnej strukturze lotek i ich ułożeniu w skrzydle.

## Środowisko
W Europie Środkowej puszczyk zamieszkuje głównie lasy liściaste i mieszane ze starymi, okazałymi drzewami, w których może znaleźć dziuple do założenia gniazda i odpowiednie łowiska. Żyje również w parkach, ogrodach, na starych cmentarzach, nawet w dużych miastach. W Puszczy Białowieskiej zakłada dziuple w głębi lasów. Jego terytoria lęgowe odnotowano w 55,1% w lasach liściastych (grądach), 23,4% w lasach iglastych (borach) oraz 19,3% w lasach bagiennych (olsach). Czasami osiedla się przy groblach stawów oraz na brzegach lasów iglastych, jeśli nigdzie indziej nie może znaleźć dostatecznej ilości pokarmu ani odpowiednich miejsc do założenia gniazda.

## Pożywienie
Puszczyki polują głównie na myszy, szczury, ryjówki, nornice, krety, chomiki, wiewiórki, inne gryzonie, ale także dżdżownice, owady (zwłaszcza chrząszcze), ptaki do wielkości sójki (preferuje gołębie), żaby, jaszczurki. W diecie dominują te gatunki, które na danym terenie są najpowszechniejsze i najłatwiej dostępne. Chwyta ofiary o wadze zwykle 10-50 g, czasem większe, do 300–500 g, a nawet 1 kg. Największe zanotowane ofiary to bażant, grzywacz, łyska, krogulec czy królik.
Puszczyk jest aktywny przez całą noc, głównie o zmierzchu i świcie. W dzień kryje się w dziuplach i szczelinach. Poluje zwykle z zasiadki, obserwując i nasłuchując, a potem oddając krótki, cichy lot. Robi to przeważnie w lesie, rzadziej na polach i w okolicach siedlisk ludzkich. Ptaki z populacji miejskich preferują otwarte przestrzenie w mozaikowatym krajobrazie. Gdy odkryje ruch ofiary w trawie, spada na nią, a w momencie uderzenia rozpościera skrzydła pokrywając ją. Ofiara zwykle jest natychmiast zabijana uderzeniem silnych szponów, czasami również mocnym ciosem dzioba w podstawę czaszki.
Obserwowano również polowanie w locie patrolowym na wys. 2–3 metrów – puszczyk uderzeniami skrzydeł wypłaszał małe, stadne ptaki z krzewu, na którym nocowały, i tak chwytał ofiary. Puszczyki polują też na ptaki nocujące na gałęzi, a także wyciągają pisklęta z gniazd kosów, słonek, gołębi itp. Potrafi w locie chwytać nietoperze. 
W łowach posługują się wzrokiem i słuchem, ale w zupełnej ciemności mogą korzystać tylko z tego drugiego zmysłu.
Wypluwki mają zwykle ok. 35–80 mm długości i 20–28 mm szerokości, luźną strukturę i kolor ciemnoszary (świeże) lub siwy (wysuszone), łatwo się łamią. Często na zewnątrz wystają fragmenty kości. W skład wypluwek wchodzą niestrawione resztki pokarmu, u puszczyka to głównie kości ssaków i ptaków, chitynowe pancerze owadów i szczecinki dżdżownic. Wypluwki znaleźć można najczęściej pod starymi, grubymi drzewami, wykorzystywanymi przez puszczyka jako stałe miejsce pożywiania się i odpoczynku.

## Lęgi

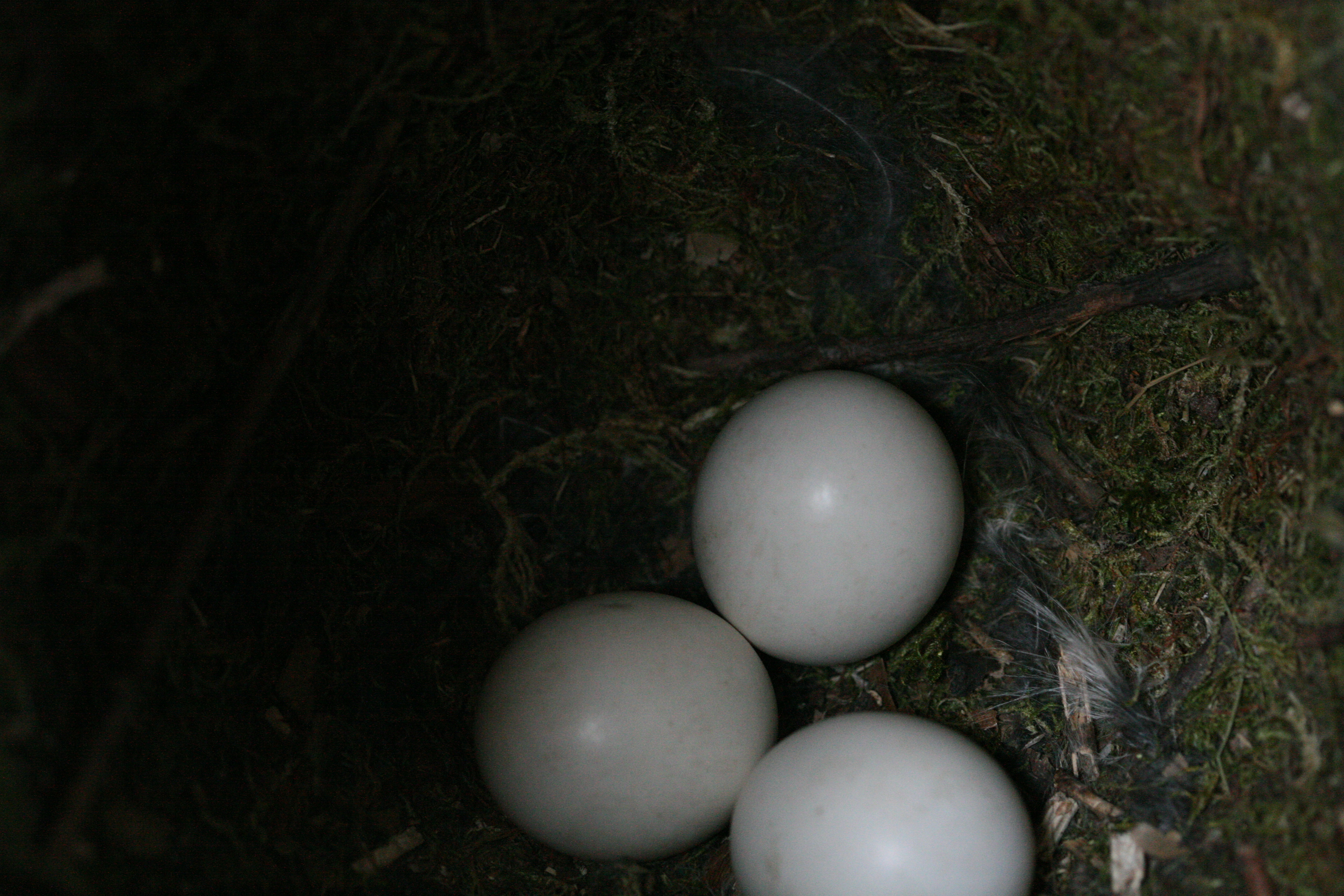
Jaja puszczyka

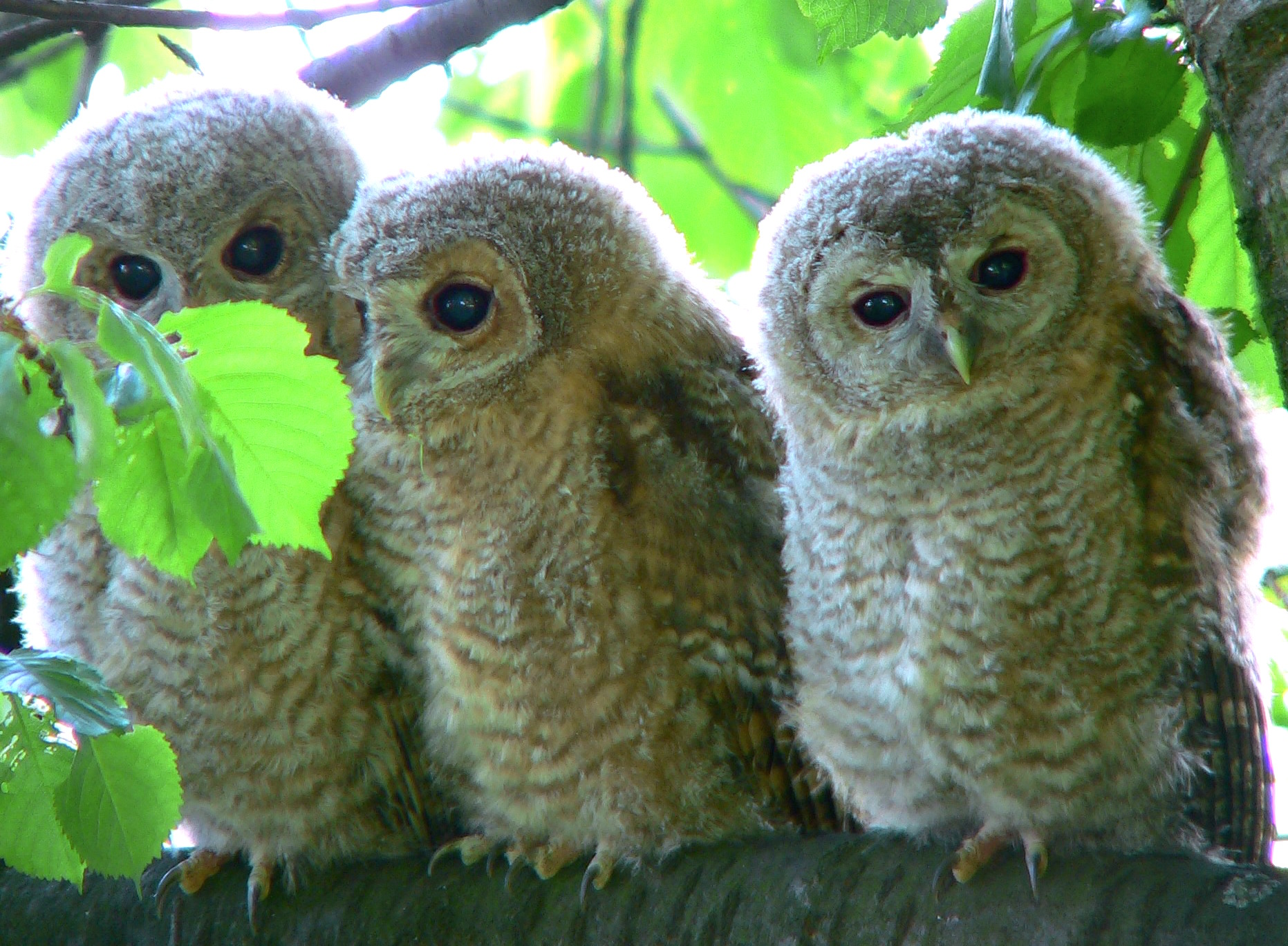
Młode puszczyki

Jaja składane są zazwyczaj w połowie marca; w miastach lęgi odbywają się wcześniej, bo już w końcu stycznia i w lutym.
Zachowania godowePierwsze walki o terytorium zaczynają się już w październiku – listopadzie; wtedy ustalane są jego granice i miejsca gniazdowania. Wielkość terytorium zależy od rodzaju terenu oraz dostępności pożywienia; puszczyk aktywnie go broni – głosem lub podlatując i strasząc intruzów. W lasach naturalnych (grądach) Białowieskiego parku Narodowego jego średnie terytorium wynosiło 34-42 ha, natomiast w lasach iglastych (borach) – 31 ha. Odgania od gniazda również drapieżne ssaki, takie jak koty, lisy i psy. Często przesiaduje przed swoją dziuplą. Jest agresywny, odganiając nawet ludzi.
Zimą (od stycznia do lutego) odbywają się zaloty: samiec przynosi samicy jedzenie, stroszy upierzenie, kołysze się na wszystkie strony, czasem przesuwając się bokiem po gałęzi w tę i z powrotem, macha skrzydłami, a przy tym rytmicznie mruczy, skrzeczy i kłapie dziobem. Towarzyszą temu akrobacje powietrzne. Samica również się puszy i potrząsa piórami. Utworzone pary są monogamiczne.
GniazdoPuszczyki gnieżdżą się w niewyścielonych dziuplach (preferują bukowe) na wysokości do 10 m, szczelinach skalnych, opuszczonych gniazdach wron, srok, krogulców lub myszołowów. Zdarzają się gniazda na poddaszach, wnękach budynków, strychach i w kominach starych domów, zwłaszcza w mieście. Wykorzystują również skrzynki lęgowe wieszane przez człowieka.
JajaLiczba jaj waha się od 2 do 6, choć może być też tylko jedno. Jaja są różnobiegunowe, owalne (prawie kuliste), białe, o średnich wymiarach 48 × 39 mm. Składane wczesną wiosną są w odstępach 48-godzinnych.
WysiadywanieJaja są wysiadywane wyłącznie przez samicę przez ok. 28–30 dni. Nie opuszcza prawie w ogóle wtedy gniazda, jak i później młodych, chroniąc je przed chłodem. Wylatuje jedynie wtedy, gdy przyjmuje pokarm od samca, chce usunąć wypluwki i wydalić odchody.
PisklętaMłode wykluwają się w odstępach 2-3-dniowych. Samiec przynosi jedzenie zarówno dla piskląt, jak i dla samicy. Samica zaczyna opuszczać gniazdo, by polować, gdy młode mają około 2 tygodnie. Ubarwione są jednakowo, a barwa ich piór zmienia się w zależności od wieku. Młodociane osobniki pokrywa biały puch, a później każde pióro puchowe ma poprzeczną ciemną pręgę. Pierzenie następuje po 28–37 dniach, wtedy pisklęta są już zdolne do lotu (w pełni lotne są po 2 miesiącach), ale jeszcze nie potrafią polować. Pojawiają im się za to już pióra konturowe o różnych odcieniach. Młode puszczyki są zależne od jedzenia przynoszonego przez rodziców przez nawet trzy miesiące od momentu opuszczenia gniazda. W okresie tym spacerują po gałęziach, a czasem zdarza im się spadać na ziemię. Tam zagrażają im drapieżniki i dlatego szybko starają się wejść „pieszo” na drzewo – we wspinaczce pomagają im ostre szpony i silne nogi. Zatem gdy spotka się młodego puszczyka siedzącego na ziemi, nie należy go ruszać (ewentualnie można go postawić na gałęzi), bo poradzi sobie sam. W Puszczy Białowieskiej przeciętnie na parę przypadały 3-4 młode żebrzące o pokarm.

## Status i ochrona
Międzynarodowa Unia Ochrony Przyrody (IUCN) uznaje puszczyka za gatunek najmniejszej troski (LC – Least Concern). Liczebność światowej populacji, obliczona w oparciu o szacunki organizacji BirdLife International dla Europy z 2015 roku, mieści się w przedziale 1–3 miliony dorosłych osobników. Ze względu na brak dowodów na spadki liczebności bądź istotne zagrożenia dla gatunku BirdLife International uznaje globalny trend liczebności populacji za stabilny.
W Polsce objęty ochroną gatunkową ścisłą. Na Czerwonej liście ptaków Polski został sklasyfikowany jako gatunek najmniejszej troski (LC). Wymaga ochrony poprzez zachowywanie starych dziuplastych drzew, jak też poprzez wywieszanie budek lęgowych. Skrzynki takie mają wymiary dna 25×25 cm oraz duży otwór wlotowy o średnicy 15 cm umieszczony na wysokości 50 cm od dna.

### Główne czynniki decydujące o liczebności populacji
- zasobność terenu w pokarm, głównie w gryzonie, jako głównych ofiar tych ptaków. Zaobserwowano, że przy bardzo małej ich ilości puszczyki mają znacznie mniej młodych lub nie wyprowadzają lęgów;
- ilość starodrzewu z obszernymi dziuplami i miejscami ukrycia;
- długość zalegania pokrywy śnieżnej i jej grubość – głęboki śnieg utrudnia lub uniemożliwia polowanie na ssaki[24]. W takich warunkach wiele sów ginie z głodu, choć gdy zimy są mroźne, ale nieśnieżne, to straty są niewielkie. Z badań przeprowadzonych w latach 1969–1972 dotyczących trzech dawnych województw południowej Polski (rzeszowskie, kieleckie, krakowskie) wynika, że z przyczyn naturalnych ginęło łącznie 7,6% ptaków szponiastych i 26,9% sów. Według autora głównymi naturalnymi przyczynami śmierci ptaków były duże skoki temperatur zimowych i trudności w zdobywaniu pokarmu (śnieg). Ptaki miały puste żołądki i były bardzo wychudzone[27].
- kolizje z liniami energetycznymi i pojazdami.